# ADP-リボシルアルギニンヒドロラーゼ
ADP-リボシルアルギニンヒドロラーゼ(ADP-ribosylarginine hydrolase、EC 3.2.2.19)は、以下の化学反応を触媒する酵素である。
(1) タンパク質-Nオメガ-(ADP-D-リボシル)-L-アルギニン + 水 {\displaystyle \rightleftharpoons } ADPリボース + タンパク質-L-アルギニン
(2) Nオメガ-(ADP-D-リボシル)-L-アルギニン + 水 {\displaystyle \rightleftharpoons } ADPリボース + L-アルギニン
系統名は、 タンパク質-Nオメガ-(ADP-D-リボシル)-L-アルギニン ADP-リボシルヒドロラーゼ(protein-Nomega-(ADP-D-ribosyl)-L-arginine ADP-ribosylhydrolase)である。
この酵素は、ADP-リボシル化タンパク質のアルギニン残基からADPリボースを除去する。